# Gleb Anatol'evič Panfilov
Gleb Anatol'evič Panfilov in russo Глеб Анатольевич Панфилов? (Magnitogorsk, 21 maggio 1934 – Mosca, 26 agosto 2023) è stato un regista e sceneggiatore russo.

## Biografia
Padre di Anatoli Panfilov e marito dell'attrice Inna Čurikova, ha vinto il Primo Premio al Festival di Mosca nel 1983 con Vassa, l'Orso d'oro al Festival di Berlino nel 1987 con Tema e il Pardo d'oro alla miglior opera seconda al Festival di Locarno nel 1969 con Nel fuoco non c'è guado.

## Filmografia
- Narodnaya militsya (1958)
- Vstavay v nash stroy! (1959)
- Nina Melovizinova (1962) (TV)
- Ubit ne na voyne (1962) (TV)
- Delo Kurta Klauzevitsa (1963) (TV)
- Nel fuoco non c'è guado (V ogne broad net) (1967)
- Il debutto (Nacialo) (1970)
- Chiedo la parola (Proshu slova) (1975)
- Tema (Thema) (1979)
- Valentina (1981)
- Vassa (1983)
- La madre (Mat) (1989)
- Romanovy. Vencenosnaja sem'ja (2000)
- V kruge pervom (2006) (TV mini-serie)
- Ivan Denisovich (2021)